# Стейнбек, Джон
Джон Эрнст Сте́йнбек-младший (англ. John Ernst Steinbeck, Jr., /ˈstaɪnˌbək/; 27 февраля 1902, Салинас, Калифорния, США — 20 декабря 1968, Нью-Йорк, США) — американский прозаик, автор многих известных романов и повестей: «Гроздья гнева» (1939), «К востоку от рая» (1952), «О мышах и людях» (1937), «Зима тревоги нашей» (1961) и других; лауреат Нобелевской премии по литературе (1962).

## Биография
Джон Эрнст Стейнбек родился 27 февраля 1902 года в Салинасе (Калифорния) в семье чиновника окружной администрации. У Стейнбека были ирландские и немецкие корни. Иоганн Адольф Гроссштайнбек (Großsteinbeck), его дед по отцовской линии, сократил свою фамилию, когда переехал в США.
Его отец, Джон Эрнст Стейнбек, служил казначеем. Мать Джона, Оливия Гамильтон, бывшая школьная учительница, разделяла страсть Стейнбека к чтению и письму. Стейнбек жил в маленьком сельском городке (который был, по существу, границей поселения), расположенном среди плодородных земель. Он проводил лето, работая на близлежащих ранчо, а затем с трудящимися-мигрантами на ранчо Спрекелс. Там он познакомился с тяжёлой жизнью переселенцев и тёмной стороной человеческой природы, и этот опыт нашёл выражение, к примеру, в произведении «О мышах и людях».
В 1919 году Стейнбек окончил среднюю школу и поступил в Стэнфордский университет, где учился с перерывами до 1925 года и который в конечном итоге бросил, не доучившись. Он ездил в Нью-Йорк, жил случайными заработками, преследуя свою мечту стать писателем. Его первый роман «Золотая чаша», посвящённый жизни пирата Генри Моргана, опубликованный в августе 1929 года в Нью-Йорке, не принёс ему ни гонорара, ни широкой известности.
Поскольку книги его практически не публиковали, он вернулся в Калифорнию и работал некоторое время гидом и сторожем на рыбном заводе в Тахо-Сити, где встретился с Кэрол Хеннинг, своей первой женой. Стейнбек и Хеннинг поженились в январе 1930 года.
Стейнбек с женой жили в коттедже, который принадлежал его отцу — в Пасифик-Грове в штате Калифорния, на полуострове Монтерей. Старший Стейнбек обеспечил сыну бесплатное проживание и бумагу для рукописей, что позволило писателю отказаться от работы и сосредоточиться на творчестве.
После публикации повести «Квартал Тортилья-Флэт» в 1935 году, его первого писательского успеха, Стейнбеки вышли из относительной бедности и построили летом дом в Лос-Гатосе.
Летом 1937 года Стейнбек с женой Кэрол впервые краткосрочно посетили СССР.
В 1940 году Стейнбек отправился в путешествие вокруг Калифорнийского залива со своими влиятельными друзьями для сбора биологических образцов. В «Море Кортеса» описывается эта поездка. Хотя Кэрол сопровождала Стейнбека в этих путешествиях, их брак начал рушиться и завершился в 1941 году.
В марте 1943 года, после развода с Кэрол, Стейнбек женился на Гвиндолин (Гвин) Конгер. Во втором браке родились двое детей: Томас Майлс Стейнбек (1944—2016) и Джон Стейнбек IV (1946—1991).
В 1943 году Стейнбек в качестве военного корреспондента участвовал во Второй мировой войне, в частности, в диверсионных набегах Дугласа Фэрбенкса (Джуниорс бич, Прыгуны), в которых проходила апробацию новая тактика ведения диверсионных операций против немецких гарнизонов островов Средиземного моря. В 1944 году был ранен взрывом боеприпасов в Северной Африке, подал в отставку и вернулся домой.
В 1947 году Стейнбек совершил поездку в СССР вместе с известным фотографом Робертом Капой. Они посетили Москву, Киев, Тбилиси, Батуми и Сталинград, став одними из первых американцев, побывавшими во многих уголках СССР со времён социалистической революции. Книга Стейнбека об их путешествии «Русский дневник» была проиллюстрирована фотографиями Капы. В 1948 году, когда книга была издана, Стейнбек был принят в Американскую академию искусств и литературы.
В мае 1948 года Стейнбек ездил в Калифорнию, чтобы поддержать друга, биолога и эколога Эда Рикеттса, который был серьёзно ранен, когда в его автомобиль въехал поезд. Рикеттс умер за час до прибытия Стейнбека. По возвращении домой Стейнбек столкнулся с Гвин, которая сказала, что хочет развестись из-за возникшего отчуждения. Он не смог её отговорить, и развод завершился в августе того же года. Стейнбек провёл год после смерти Рикеттса в глубокой депрессии.
В июне 1949 года Стейнбек встретился с режиссёром Элейн Скотт в ресторане в Кармеле в Калифорнии. У них завязались отношения и в декабре 1950 года они поженились. Этот брак продолжался до самой смерти Стейнбека в 1968 году.
В сентябре 1964 года президент Линдон Джонсон наградил Стейнбека Президентской медалью Свободы.
Джон Стейнбек скончался в Нью-Йорке 20 декабря 1968 года в возрасте 66 лет от болезни сердца и сердечной недостаточности. Похоронен в Салинасе в семейном некрополе Гамильтонов (предков по материнской линии).

## Политические взгляды
С 1930-х годов Стейнбек придерживался левых взглядов и поддерживал связи с профсоюзным движением, что нашло отражение в его книге «Гроздья гнева», за которую правые круги обвинили его в «пропаганде коммунистических идей». Его учителями были радикальные журналисты Линкольн Стеффенс и его супруга Элла Уинтер. В 1935 году Стейнбек вступил в прокоммунистическую Лигу американских писателей. Через Фрэнсиса Уитакера, члена клуба Джона Рида Коммунистической партии США, контактировал с организаторами забастовок из Производственного профсоюза работников сельского хозяйства и пищевой промышленности (входившего в Конгресс производственных профсоюзов).
Находился под надзором ФБР (его досье составляло 71 страницу), в 1942 году написал по этому поводу специальное письмо генеральному прокурору США Фрэнсису Биддлу. При этом рассекреченные в 2012 году документы показывают, что в 1952 году он сам предлагал свои услуги ЦРУ во время своего европейского турне.
В 1952 году впервые принял активное участие в президентской кампании, ратуя за своего приятеля — либерального демократа Эдлая Стивенсона.
Выступал против маккартизма, который называл одним из «самых странных и страшных времён» в истории страны. Он публично выступал против лишения властями певца Поля Робсона его заграничного паспорта и преследования драматурга Артура Миллера Комиссией по расследованию антиамериканской деятельности.
По предложению Джона Ф. Кеннеди осенью 1963 года посетил страны восточного блока: СССР (Москву, Киев, Ленинград, Ереван и Тбилиси), Польшу, Венгрию и Чехословакию. Совершённое после его возвращения убийство президента глубоко потрясло его.
В 1966 году его младшего сына Джона призвали в американскую армию и отправили на войну во Вьетнаме. Поначалу Стейнбек писал, что «нет никакой возможности превратить Вьетнамскую войну в благородное начинание». Однако в июле 1966 года в ответном письме Евгению Евтушенко он указал на советское участие в войне и призвал его прекратить. Советская пресса, письмо не напечатав, обрушилась на Стейнбека с резкой критикой, извратив смысл письма. Считается, что на Стейнбека повлияла информация о сталинских репрессиях, ставшая известной писателю в 1963 году.
Позднее, в 1967 году, он, по просьбе президента Линдона Б. Джонсона, с которым дружил, отправился на полтора месяца военным корреспондентом во Вьетнам и в серии репортажей фактически поддержал войну. New York Post расценила это как предательство его либерального прошлого, в СССР же началась настоящая травля, вплоть до сравнений с соратниками Гитлера, а выход его книг прекратился на десятилетие.
В последний год жизни под влиянием писем от сына с фронта он начал менять свою позицию в обратную сторону.